# Alpenus wichgrafi
Alpenus wichgrafi là một loài bướm đêm thuộc phân họ Arctiinae, họ Erebidae.